# Cyclisme au Festival olympique de la jeunesse européenne 2022
Navigation
2019 2023
Les épreuves de cyclisme sur route au Festival olympique de la jeunesse européenne 2022 ont lieu dans les rues de Banská Bystrica en Slovaquie du 26 au 29 juillet 2022.

## Résultats
| Épreuves         | Or                | Or              | Argent            | Argent          | Bronze             | Bronze          |
| Garçons          | Garçons           | Garçons         | Garçons           | Garçons         | Garçons            | Garçons         |
| ---------------- | ----------------- | --------------- | ----------------- | --------------- | ------------------ | --------------- |
| Course en ligne  | Cedric Keppens    | 1 h 32 min 33 s | Patryk Goszczurny | 1 h 32 min 33 s | Michał Strzelecki  | 1 h 32 min 33 s |
| Contre la montre | Patryk Goszczurny | 10 min 47 s 90  | Pavel Šumpík      | 10 min 56 s 49  | Seb Grindley       | 10 min 59 s 95  |
| Filles           |                   |                 |                   |                 |                    |                 |
| Course en ligne  | Cat Ferguson      | 1 h 32 min 8 s  | Paula Ostiz Taco  | 1 h 32 min 8 s  | Beatrice Temperoni | 1 h 32 min 8 s  |
| Contre la montre | Cat Ferguson      | 12 min 11 s 58  | Paula Ostiz Taco  | 12 min 15 s 17  | Anna Gaborska      | 12 min 19,1 s   |

## Tableau des médailles
| Rang  | Nation          | Or | Argent | Bronze | Total |
| ----- | --------------- | -- | ------ | ------ | ----- |
| 1.    | Grande-Bretagne | 2  | 0      | 1      | 3     |
| 2.    | Pologne         | 1  | 1      | 2      | 4     |
| 3.    | Belgique        | 1  | 0      | 0      | 1     |
| 4.    | Espagne         | 0  | 2      | 0      | 2     |
| 5.    | Tchéquie        | 0  | 1      | 0      | 1     |
| 6.    | Italie          | 0  | 0      | 1      | 1     |
| Razem | Razem           | 4  | 4      | 4      | 12    |